# Ilha de Ross
Se procura uma ilha com nome semelhante na Antártida, veja Ilha de James Ross
A ilha de Ross é uma ilha do oceano Antártico perto do continente austral. É formada por vulcões e situa-se no mar de Ross, frente à costa da Terra de Vitória no estreito de McMurdo (77° 40′ S, 168° 00′ L). Tem uma área de 2.460 km². Só uma pequena parte da ilha não é coberta permanentemente por gelo e neve. Sir James Clark Ross foi o seu descobridor em 1841, e recebeu o seu nome devido à iniciativa de Robert Falcon Scott. Alberga o vulcão adormecido monte Terror, de 3230 m de altitude, e o ativo monte Erebus, de 3794 m, uma das montanhas de maior proeminência na Terra.
A ilha está localizada no Mar de Ross e separada do continente pelo Estreito de McMurdo (a oeste), com 45 km de largura. O comprimento da ilha, na direção leste-oeste, é de cerca de 75 km; estende-se por quase 73 km do Cabo Bird (norte) ao Cabo Armitage, localizado no extremo sul da península Hut Point.
Esta ilha foi escolhida para albergar bases antárticas e a partida de expedições decorre, em particular, de ser e permanecer a ilha antártica mais acessível por mar. A ilha alberga a base Scott, da Nova Zelândia. Perto da sua península Hut Point situa-se a base McMurdo, com mais de cem edifícios, um porto, um aeródromo e um heliporto.

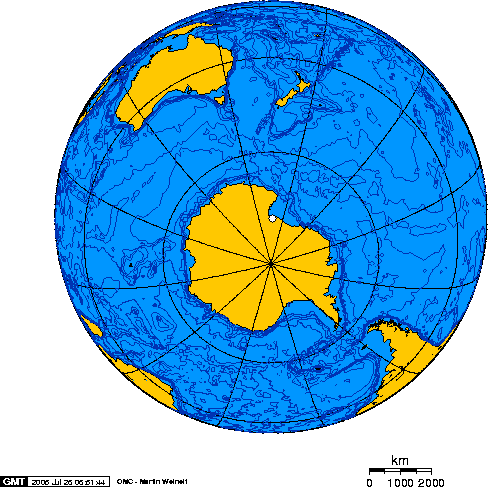
Projeção ortográfica centrada na ilha de Ross, identificada pelo ponto branco
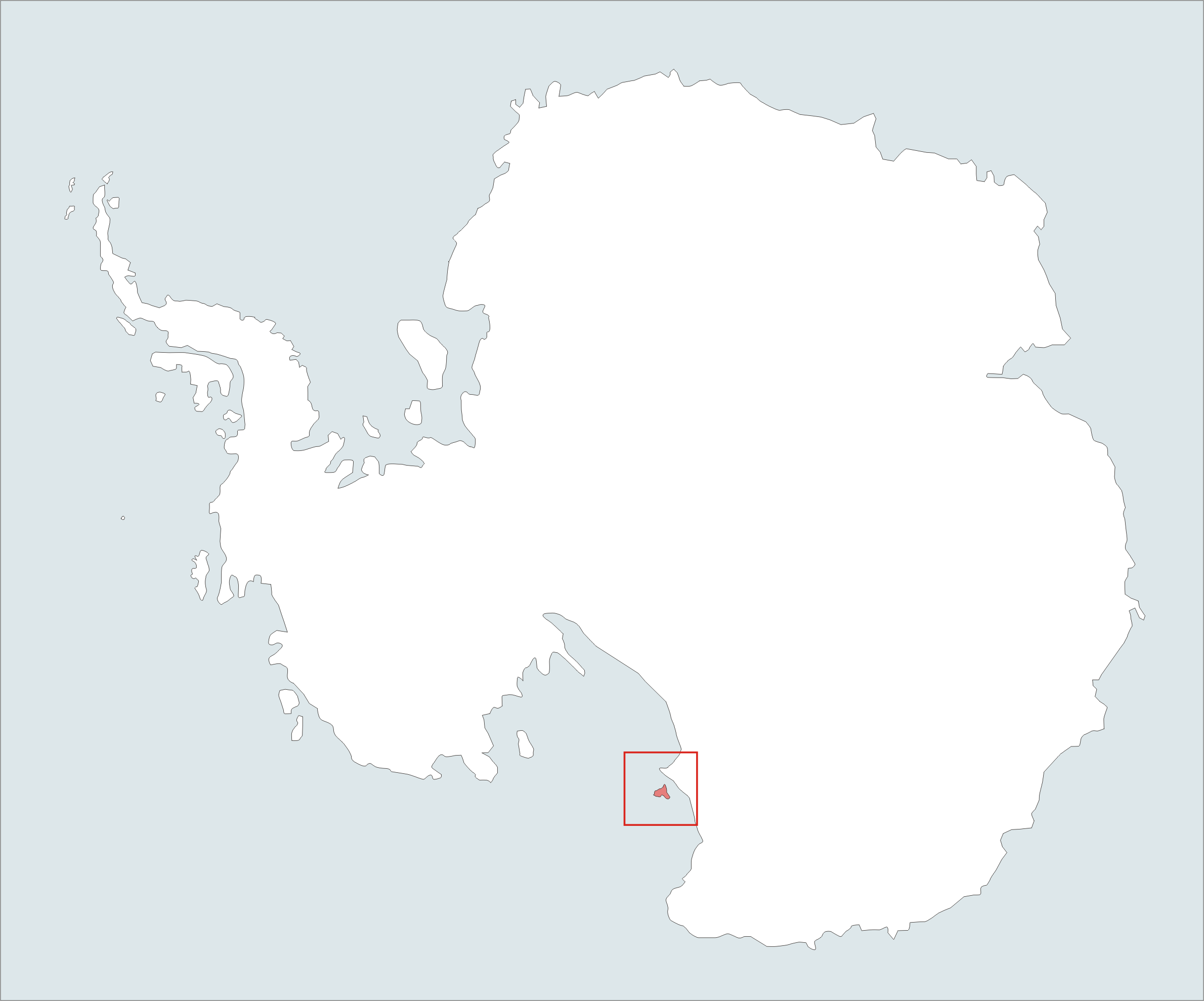
Localização da Ilha de Ross